# Chester (Teksas)
Chester – miasto w Stanach Zjednoczonych, w stanie Teksas, w hrabstwie Tyler.